# Balaiciuk, Berezivka
Balaiciuk (în ucraineană Балайчук) este un sat în comuna Rauhivka din raionul Berezivka, regiunea Odesa, Ucraina.

## Demografie
Componența lingvistică a localității Balaiciuk
     Ucraineană (98,62%)
     Alte limbi (1,38%)
Conform recensământului din 2001, majoritatea populației localității Balaiciuk era vorbitoare de ucraineană (98,62%), existând în minoritate și vorbitori de alte limbi.